# PAOK FC
PAOK FC (nowogr. ΠΑΕ ΠΑΟΚ), właśc. PAE Pantesalonikiios Atlitikos Omilos Konstandinupoliton (nowogr. ΠΑΕ Πανθεσσαλονίκειος Αθλητικός Όμιλος Κωνσταντινουπολιτών) – grecki klub piłkarski z siedzibą w Salonikach.

## Historia
PAOK to jeden z największych i najbardziej utytułowanych klubów w Grecji. Został założony w 1926 roku jako klub kontynuujący tradycję greckiej organizacji sportowej w Turcji nazwanej imieniem boga Hermesa (założonej w 1875 roku). Klub występuje na stadionie Tumba. PAOK to trzykrotny mistrz Grecji oraz ośmiokrotny zdobywca Pucharu Grecji. Zespół ten gra na najwyższym poziomie ligowym nieprzerwanie od sezonu 1953/1954.
W klubie istnieją także inne sekcje sportowe poza piłkarską, m.in. koszykówki, siatkówki czy piłki ręcznej.

## Sukcesy
- Mistrzostwo Grecji
  - mistrzostwo (4): 1975/1976, 1984/1985, 2018/2019, 2023/2024
  - wicemistrzostwo (12): 1936/1937, 1939/1940, 1972/1973, 1977/1978, 2009/2010, 2012/2013, 2015/2016, 2016/2017, 2017/2018, 2019/2020, 2020/2021, 2021/2022

- Puchar Grecji
  - zwycięstwo (8): 1972, 1974, 2001, 2003, 2017, 2018, 2019, 2021
  - finał (15): 1939, 1951, 1955, 1970, 1971, 1973, 1977, 1978, 1981, 1983, 1985, 1992, 2014, 2022, 2023

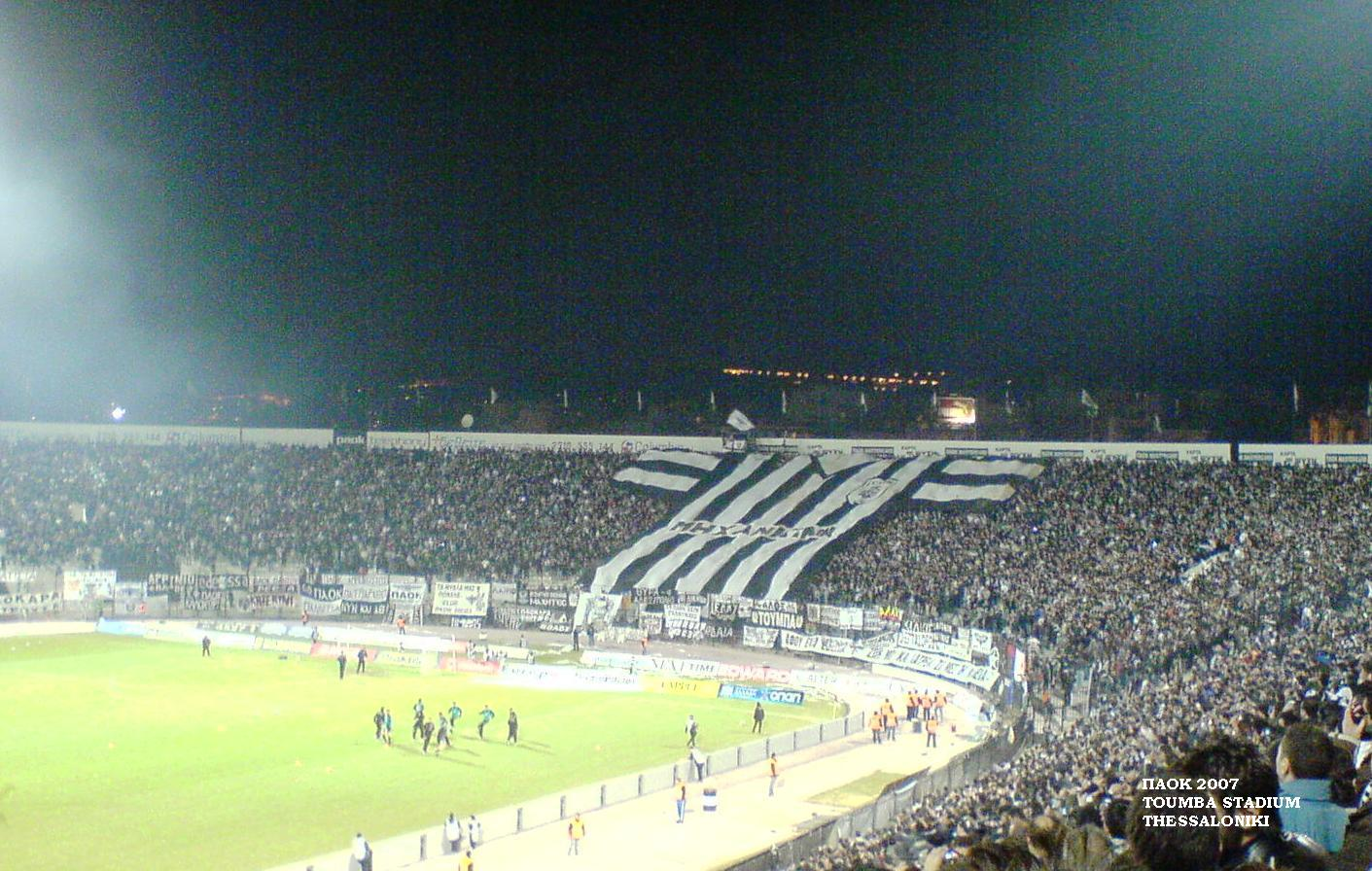
Toumba

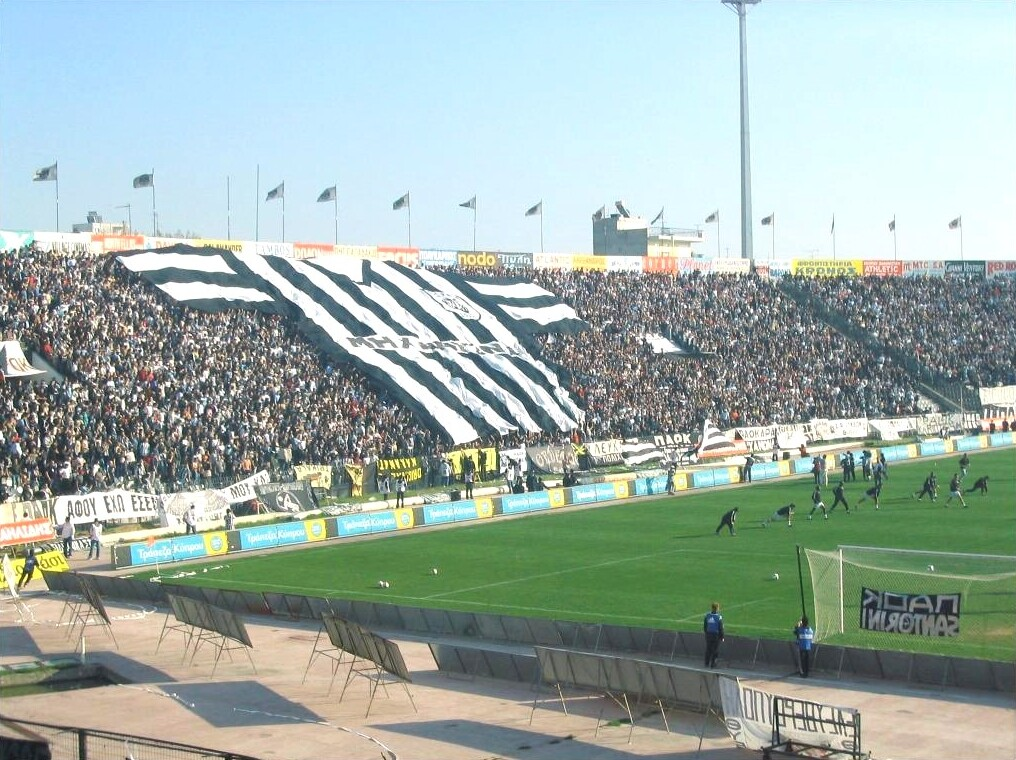
Kibice

## Władze Klubu
Rada Dyrektorów
| Imię i nazwisko         | Funkcja                          |
| ----------------------- | -------------------------------- |
| Ivan Savvidis           | Właściciel Prezydent Klubu       |
| Chrysostomos Gagatsis   | Wiceprezydent Dyrektor Generalny |
| Giorgis Savvidis        | Członek zarządu                  |
| Maria Goncharova        | Członek zarządu                  |
| Dimokratis Papadopoulus | Członek zarządu                  |
| Tryfon Koukios          | Członek zarządu                  |
| Artur Davidyan          | Członek zarządu                  |
| Kyriakos Kyriakos       | Członek zarządu                  |
| Evangelos Chrysochoos   | Członek zarządu                  |

## Obecny skład
Stan na 20 grudnia 2021
| Nr | Poz. | Piłkarz                              |
| -- | ---- | ------------------------------------ |
| 2  | OB   | Rodrigo Alves Soares                 |
| 4  | OB   | Sverrir Ingi Ingason                 |
| 5  | OB   | Fernando Varela                      |
| 6  | OB   | Enea Mihaj                           |
| 7  | PO   | Omar El Kaddouri                     |
| 8  | PO   | Douglas Augusto                      |
| 9  | NA   | Karol Świderski                      |
| 10 | PO   | Thomas Murg                          |
| 13 | OB   | Lucas Taylor                         |
| 14 | PO   | Andrija Živković                     |
| 15 | OB   | José Ángel Crespo                    |
| 16 | OB   | Sidcley (wypożyczony z Dynamo Kijów) |
| 18 | NA   | Nélson Oliveira                      |
| 19 | OB   | Lefteris Lyratzis                    |
| 20 | PO   | Vieirinha (kapitan)                  |

| Nr | Poz. | Piłkarz                                            |
| -- | ---- | -------------------------------------------------- |
| 21 | PO   | Diego Biseswar                                     |
| 22 | PO   | Stefan Schwab                                      |
| 23 | PO   | Shinji Kagawa                                      |
| 27 | PO   | Jasmin Kurtić (wypożyczony z Parma Calcio 1913)    |
| 28 | PO   | Alexandru Mitriță (wypożyczony z New York City FC) |
| 31 | BR   | Aleksandros Paschalakis                            |
| 44 | PO   | Anderson Esiti                                     |
| 47 | NA   | Chuba Akpom (wypożyczony z Middlesbrough F.C.)     |
| 49 | OB   | Giannis Michailidis                                |
| 51 | PO   | Charis Tsingaras                                   |
| 54 | BR   | Konstantinos Balomenos                             |
| 64 | BR   | Christos Talichmanidis                             |
| 65 | PO   | Giannis Konstantelias                              |
| 70 | NA   | Giorgios Koutsias                                  |
| 88 | BR   | Živko Živković                                     |

### Piłkarze na wypożyczeniu
| Nr | Poz. | Piłkarz                                                    |
| -- | ---- | ---------------------------------------------------------- |
|    | OB   | Pavlos Logaras (w Wolos NPS do 30 czerwca 2022)            |
|    | PO   | Georgios Vrakas (w APO Lewadiakos do 30 czerwca 2023)      |
|    | PO   | Antonio Čolak (w Malmö FF do 31 grudnia 2021)              |
|    | PO   | Konstantinos Korelas (w AE Karaiskakis do 30 czerwca 2022) |

| Nr | Poz. | Piłkarz                                                |
| -- | ---- | ------------------------------------------------------ |
|    | PO   | Lazaros Lamprou (w OFI Kreta do 30 czerwca 2022)       |
|    | NA   | Léo Jabá (w CR Vasco da Gama do 31 grudnia 2021)       |
|    | PO   | Nikoloz Ninua (w Anorthosis Famagusta do 31 maja 2022) |

## Sztab szkoleniowy
Sztab szkoleniowy i medyczny w sezonie 2021/2022
| Funkcja                         | Imię i nazwisko         |
| ------------------------------- | ----------------------- |
| Trener                          | Răzvan Lucescu          |
| Asystent                        | Cristiano Bacci         |
| Asystent                        | Pandelis Konstandinidis |
| Trener bramkarzy                | José Moreira            |
| Szef przygotowania fizycznego   | Matteo Spatafora        |
| Trener przygotowania fizycznego | Gianpaolo Castorina     |
| Trener przygotowania fizycznego | Anestis Aslanidis       |
| Trener rehabilitacji            | Georgios Tsonakas       |
| Trener rehabilitacji            | Vasilios Kanaras        |
| Analityk                        | Makis Kosmidis          |
| Analityk danych                 | Kyriakos Tsitiridis     |
| Analityk danych                 | Ioannis Tsaniklidis     |
| Skaut                           | Jorgos Kostikos         |

| Funkcja                  | Imię i nazwisko           |
| ------------------------ | ------------------------- |
| Skaut                    | Stefanos Borbokis         |
| Szef sztabu medycznego   | Dr. Periklis Papadopoulos |
| Szef sztabu medycznego   | Dr. Ioannis Gigis         |
| Szef sztabu medycznego   | Dr. Konstantinos Ditsios  |
| Lekarz klubu             | Dr. Ioannis Rallis        |
| Lekarz klubu             | Dr. Theoharis Kyriakidis  |
| Fizjoterapeuta           | Dr. Giorgos Ziogas        |
| Specjalista ds. żywienia | Ioanna Paspala            |
| Fizjoterapeuta           | Nikos Tsirelas            |
| Fizjoterapeuta           | Petros Nikoloudis         |
| Fizjoterapeuta           | Nikos Mouratidis          |
| Fizjoterapeuta           | Athanasios Kapoulas       |
| Kierownik drużyny        | Christos Karipidis        |